# Saint-Cirgues-en-Montagne
Saint-Cirgues-en-Montagne – miejscowość i gmina we Francji, w regionie Owernia-Rodan-Alpy, w departamencie Ardèche.
Według danych na rok 1990 gminę zamieszkiwało 361 osób, a gęstość zaludnienia wynosiła 17 osób/km² (wśród 2880 gmin regionu Rodan-Alpy Saint-Cirgues-en-Montagne plasuje się na 1271. miejscu pod względem liczby ludności, natomiast pod względem powierzchni na miejscu 452.).